# ラブ&カタストロフィ
ラブ&カタストロフィ（英：Love and Other Catastrophes）は、1996年の青春映画。

## ストーリー
メルボルン大学の生徒である、恋人募集中のアリス、レズビアンのミアとダニ、真面目なマイケル、人妻に体を売るアリ。ミアとアリスは、もう一人ルームメイトを探していた。マイケルとミアがルームメイトの件で相談しているところに、ダニが新しい恋人のアリを連れてやってくる。

## キャスト
- ミア・・・フランシス・オコナー
- アリス・・・アリス・ガーナー
- ダニー・・・ラダ・ミッチェル
- リーチ教授・・・キム・ジンゲル
- アリ・・・マシュー・ディクティンスキー
- マイケル・・・マット・デイ

## ソフト
日本では字幕版VHSのみのリリース。